# Hyperledger
Hyperledger o Progetto Hyperledger (traducibile in italiano come Iperregistro o Iper libro mastro)  è un progetto di blockchain open source avviato a dicembre 2015 dalla Fondazione Linux per supportare lo sviluppo collaborativo di registro distribuito.

## Membri e governance
I primi membri dell'iniziativa includono le blockchain ISV, (Blockchain, ConsenSys, Digital Asset, R3, Onchain), imprese di piattaforme tecnologiche ben conosciute (Cisco, Fujitsu, Hitachi, IBM, Intel, NEC, NTT DATA, Red Hat, VMware), aziende di servizi finanziari (ABN AMRO, ANZ Bank, BNY Mellon, CLS, CME Group, the Depository Trust & Clearing Corporation (DTCC), Deutsche Börse Group, J.P. Morgan, State Street, SWIFT, Wells Fargo), altre aziende di software SAP, integratori di sistema e altri come Accenture, Calastone, Wipro, Credits, Guardtime, IntellectEU, Nxt Foundation, Symbiont.
Chi governa il progetto sono un gruppo di 20 membri presieduto da Blythe Masters (AD di Digital Asset), e un comitato di 12 membri Technical Steering Committee presieduto da Christopher Ferris, CTO di Open Technology all'IBM.

## Piattaforme e strumenti di sviluppo Hyperledger
Piattaforme Hyperledger:
- Hyperledger Burrow:
- Hyperledger Fabric: promosso da IBM per soluzioni private
- Hyperledger Iroha
- Hyperledger Sawtooth: promosso da Intel per soluzioni private implementa l'algoritmo Proof of Elapsed Time

Strumenti di sviluppo Hyperledger:
- Hyperledger Cello
- Hyperledger Composer
- Hyperledger Explorer
- Hyperledger Indy